# Staustufe Stadtbredimus–Palzem

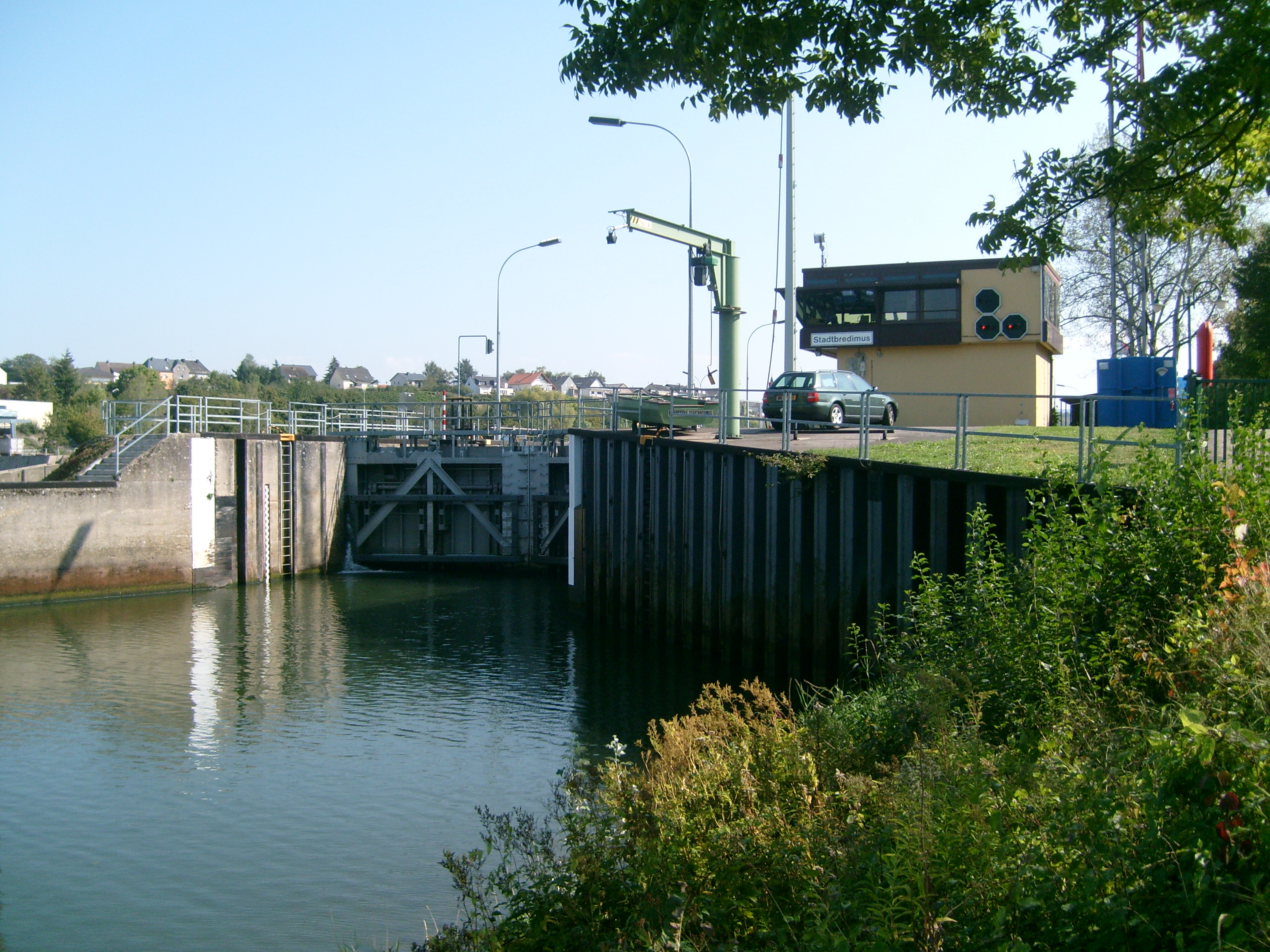
Staustufe Stadtbredimus–Palzem

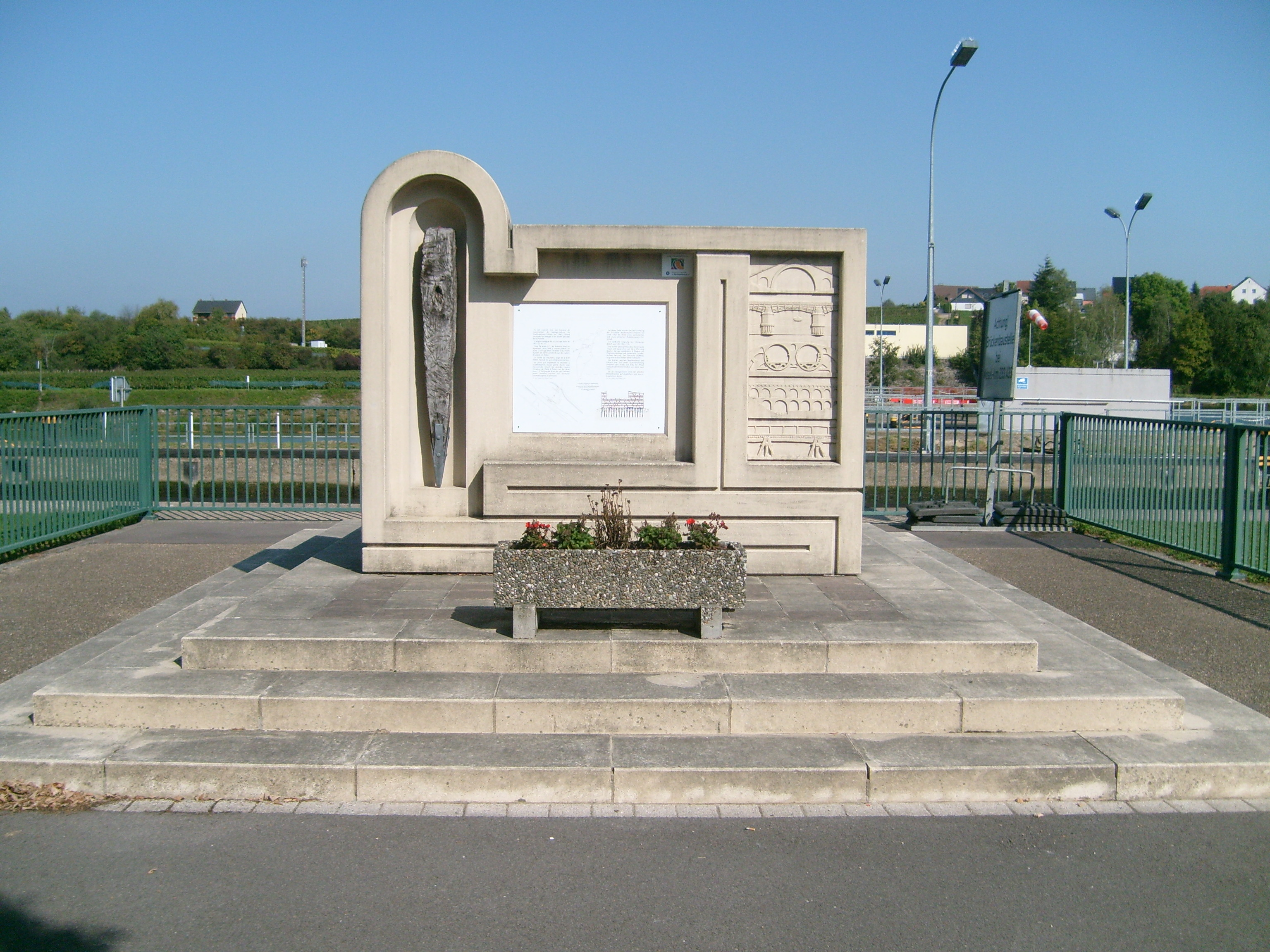
Denkmal Römerbrücke in Stadtbredimus

Die Staustufe Stadtbredimus–Palzem an der Mosel zwischen der luxemburgischen Gemeinde Stadtbredimus im Kanton Remich und der deutschen Gemeinde Palzem im Landkreis Trier-Saarburg in Rheinland-Pfalz wurde 1964 erbaut und liegt am Mosel-km 229,86. Der Staustufe ist ein Laufwasserkraftwerk angeschlossen, das durch die Société électrique de l’Our betrieben wird.
Die Stauhaltung hat eine Länge von 12,57 km. Das Stauziel liegt bei 140,50 m Meereshöhe, die Fallhöhe beträgt 4,00 m.
Die Schiffsschleuse hat die Maße 170 mal 12 Meter, die Bootsschleuse misst 18 mal 3,30 Meter.
Die Schleuse ist auch mit einer Fischtreppe ausgestattet.
Das Wasserkraftwerk hat eine Leistung von 4,5 Megawatt.

## Römerbrücke
Da man beim Bau der Staustufe im Rahmen der Moselkanalisierung auf die Reste einer Römerbrücke gestoßen war, wurde in Stadtbredimus das Denkmal für die Römerbrücke Stadtbredimus-Palzem errichtet.
Die römische Brücke wurde Anfang des 1. Jahrhunderts n. Chr. über der Mosel errichtet und hatte Vorgänger aus keltischer Zeit.
Reste der dort gefundenen Pfeiler werden heute im Landesmuseum Trier aufbewahrt.